# 1940 في الكويت
تحتوي هذه المقالة على أهم الأحداث التي شهدتها الكويت في 1940، إضافة إلى أهم الشخصيات الكويت التي وُلدت أو تُوفيت في هذه السنة.

## السياسة

### الحكم
- أمير الدولة: جابر الأحمد الصباح
- رئيس الوزراء وولي العهد: سعد العبد الله السالم الصباح

## أحداث
- بداية بناء المستشفى الاميري الذي افتتح بتاريخ أكتوبر 1949.[1]
- إضافة عبارة لا إله إلا الله محمد رسول الله على علم الكويت.[1]

## مواليد

### تاريخ غير محدد
- ؟ – جاسم الخرافي – سياسي ورجل أعمال كويتي ولد في حي القبلة بالعاصمة (الكويت) عام 1940، رئيس مجلس الأمة الأسبق من 17 يوليو 1999 حتى 7 أكتوبر 2012. – توفي في يوم 21 مايو عام 2015 إثر سكتة قلبية في الطائرة أثناء عودته من تركيا إلى الكويت.[2]
- ؟ – أسد محمود – ممثل ومخرج ومنتج كويتي  – توفي في  16 يوليو 2022.[3]
- ؟ – حسين البدر –   ممثل كويتي – توفي في  4 أكتوبر 2012، بعد صراع طويل مع المرض عن عمر يناهز 72 سنة.[4]
- ؟ – خالد سالم محمد – باحث ومُؤرخ وأديب كويتي.[5] يُعدّ من الشخصيات الأدبيّة في الكويت، وأول من وثق عن جزيرة فيلكا، وكتب عن أسماك الخليج العربي في كتب اللغة والأدب، أصبح عضوًا في رابطة الأدباء الكويتيين عام 1983، بعدها أصبح عضو مجلس إدارة لها منذ سنة 1992 حتى سنة 2009، ثم تولى منصب نائب رئيس الرابطة، كما يُعدّ عضوا مؤسسا في الجمعية التاريخية.[6] – توفي في 10 يناير 2021[7]
- ؟ – خميس عقاب – سياسي كويتي، سبق له أن أصبح عضوًا في مجلس الأمة الكويتي لفترتين، في مجلس 1985 ومجلس 1999.
- ؟ – عبد المحسن الخلفان – ممثل ومخرج ومؤلف كويتي
- ؟ –  علي القطان – ممثل كويتي – توفي في 1 يونيو 2015
- ؟ – عواطف البدر – كاتبة دراما ومنتجة وإعلامية كويتية
- ؟ – فيصل يوسف المرزوق – إعلامي كويتي رئيس تحرير جريدة الأنباء الأسبق – توفي في 30 مايو 2018
- ؟ – محمد السريع –  ممثل كويتي – توفي في  3 ديسمبر 1999[8][9][10]
- ؟ – مصلح العازمي – سياسي كويتي ونائب سابق في مجلس الأمة الكويتي – توفي في 9 أغسطس 2005[11]

### تاريخ محدد
- 1 يناير – إسماعيل فهد إسماعيل – كاتب وروائي وناقد أدبي كويتي – توفي في 25 سبتمبر 2018[12][13]
- 1 يناير[14] – عبد العزيز الفهد  – ممثل ومخرج إذاعي كويتي. – توفي في 19 نوفمبر 2009[14]
- 15 مارس –  إبراهيم الصلال – ممثل كويتي.
- 4 أبريل – خالد سلطان بن عيسى – نائب سابق في مجلس الأمة الكويتي.[15]
- 30 مايو– ماجد سلطان –  ممثل كويتي – توفي في 12 يونيو 2014.[16]
- 1 يوليو– فيصل الضاحي – مخرج ومؤلف كويتي
- أغسطس – أنور النوري – وزير التربية ووزير التعليم العالي ووزير الصحة الكويتي الأسبق، ولد في فريج العاقول في أقصى شرق مدينة الكويت، ووالده هو عبد الله النوري.[17] – توفي يوم الجمعة في الثاني من أغسطس عام 2013، ودفن في مقبرة الصليبيخات في العاصمة.[18]
- 27 سبتمبر – مشعل الأحمد الجابر الصباح – أمير دولة الكويت منذ 16 ديسمبر 2023، وهو الأمير السابع عشر من أسرة الصباح، والسابع بعد الاستقلال عن المملكة المتحدة، والابن السابع للشيخ أحمد الجابر الصباح حاكم الكويت السابق.
- 22 ديسمبر – ناصر المحمد الأحمد الصباح – سياسي كويتي ، رئيس مجلس الوزراء الأسبق، خلال الفترة 7 فبراير 2006 إلى 30 نوفمبر 2011. وهو الابن الثاني للشيخ محمد الأحمد الجابر الصباح وزير الدفاع الأسبق من زوجته نسيمة بنت طالب النقيب.